# Leichsenhof
Leichsenhof ist ein Gemeindeteil des Marktes Dentlein am Forst im Landkreis Ansbach (Mittelfranken, Bayern). Leichsenhof liegt teils in der Gemarkung Aichau, teils in der Gemarkung Thürnhofen.

## Geografie
Der Weiler liegt am Feldbach, ein rechter Zufluss des Ahornbachs (im Unterlauf Löschenbach genannt), der wiederum ein rechter Zufluss der Wieseth ist. Außerdem münden der Straßenweihergraben als rechter und ein namenloser Bach als linker Zufluss in den Feldbach. Die Bäche speisen zahlreiche Weiher inmitten des Ortes. 0,5 km westlich entfernt liegt das Muschelholz, 0,5 km nördlich das Mühlholz und 0,5 km südöstlich das Waldgebiet Lindlein. Eine Gemeindeverbindungsstraße führt nach Kaierberg zur Staatsstraße 2222 (0,8 km südwestlich) bzw. direkt zur St 2222 (0,4 km südöstlich).

## Geschichte
Leichsenhof lag im Fraischbezirk des ansbachischen Oberamtes Feuchtwangen. 1732 gab es 2 Anwesen (1 Hof, 1 Gütlein). Diese hatten das Kastenamt Feuchtwangen als Grundherrn. An diesen Verhältnissen änderte sich bis zum Ende des Alten Reiches (1806) nichts. Von 1797 bis 1808 unterstand der Ort dem Justiz- und Kammeramt Feuchtwangen.
Mit dem Gemeindeedikt (frühes 19. Jahrhundert) wurde Leichsenhof dem Steuerdistrikt Heilbronn und der Ruralgemeinde Aichau zugewiesen. Im Zuge der Gebietsreform in Bayern wurde diese am 31. Dezember 1971 aufgelöst und Leichsenhof nach Wieseth eingemeindet.

### Einwohnerentwicklung
| Jahr      | 001818 | 001840 | 001861 | 001871 | 001885 | 001900 | 001925 | 001950 | 001961 | 001970 | 001987 | 002003 | 002017 |
| Einwohner | 23     | 28     | 20     | 18     | 23     | 22     | 21     | 19     | 12     | 13     | 16     | 17     | 23     |
| Häuser    | 4      | 4      |        |        | 4      | 5      | 3      | 3      | 3      |        | 3      |        |        |
| Quelle    | [ 10 ] | [ 11 ] | [ 12 ] | [ 13 ] | [ 14 ] | [ 15 ] | [ 16 ] | [ 17 ] | [ 18 ] | [ 19 ] | [ 20 ] | [ 21 ] | [ 1 ]  |

## Religion
Der Ort ist seit der Reformation evangelisch-lutherisch geprägt und bis heute nach St. Ursula (Dentlein am Forst) gepfarrt. Die Einwohner römisch-katholischer Konfession sind nach St. Ulrich und Afra (Feuchtwangen) gepfarrt.